# グラスボート

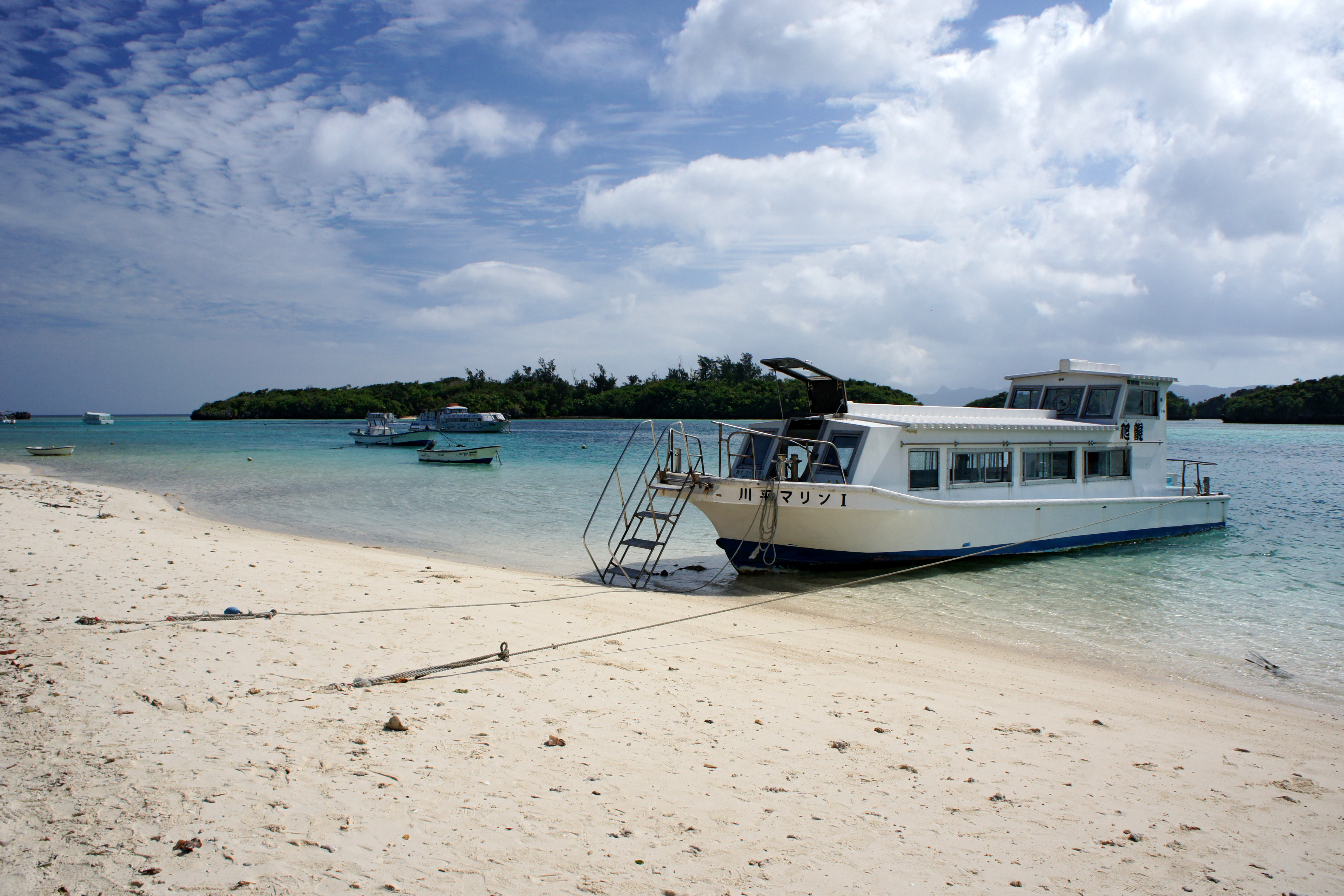
沖縄県石垣島川平湾のグラスボート

グラスボートは、船底がガラスになっている、水中及び海底観察用のボートである。日本では他に、ガラス底ボート、グラス底ボート、ガラスボート、グラスボトムボートなどの数々の名称が使用される。

## 特徴
ダイビングやシュノーケリングなどと異なり、機器や技量が不要で、水に濡れずに水中を観察することができる。このため、子供や高齢者でも手軽に楽しむことができる。
このような利点を活かして、観光客による珊瑚や魚の鑑賞のために、ビーチリゾートで多く運航されている。日本国内では、石垣島をはじめとする沖縄県や、西日本の太平洋岸などでよく見られる。
床ではなく壁がガラスパネルになっているタイプのものもあり、このようなものは半潜水艦と呼ばれる。